# Glochidion atrovirens
Glochidion atrovirens là một loài thực vật có hoa trong họ Diệp hạ châu. Loài này được A.C.Sm. mô tả khoa học đầu tiên năm 1981.